# Opogona omoscopa
Espèce
Opogona omoscopa est une espèce de lépidoptères (papillons) appartenant à la famille des Tineidae, à la sous-famille des Hieroxestinae et au genre Opogona.
On le trouve en Australie-Occidentale. Il a été introduit au Royaume-Uni.
Son envergure est d'environ 15 mm.
Sa chenille se nourrit de divers types de végétation en décomposition, comme le bois pourri, le liège, le compost, la rhubarbe, les cormes de glaïeuls et les rejets d'ananas.

## Systématique
Le nom valide complet (avec auteur) de ce taxon est Opogona omoscopa (Meyrick, 1893). L'espèce a été initialement classée dans le genre Hieroxestis sous le protonyme Hieroxestis omoscopa Meyrick, 1893.
Opogona omoscopa a pour synonymes :
- Exala strassenella (Enderlein, 1903)
- Gracilaria strassenella Enderlein, 1903
- Hieroxestis omoscopa Meyrick, 1893
- Hieroxestis praematura Meyrick, 1909
- Opogona apicalis (Swezey, 1909)
- Opogona praematura (Meyrick, 1909)
- Opogona strassenella (Enderlein, 1903)